# Sœurs de la Petite Compagnie de Marie
Les Sœurs de la Petite Compagnie de Marie (en latin : Parvae Societatis Mariae) est une congrégation religieuse féminine hospitalière de droit pontifical. 

## Historique
Après avoir reçu l'approbation de l'évêque de Nottingham de fonder un nouvel institut, Marie Potter et cinq compagnes reçoivent l'habit religieux le 2 juillet 1877, dans le but de soigner les malades et d'aider les mourants. Le nom de l'institut s'inspire de saint Louis-Marie Grignion de Montfort, fondateur de la compagnie de Marie.
En raison de quelques problèmes avec l'évêque de Nottingham, la fondatrice transfère son œuvre à Rome en 1882, où elle est accueillie par le pape Léon XIII. Des maisons sont bientôt ouvertes à Florence (1885) et Fiesole (1889), puis en Australie d'où les religieuses se répandent en Nouvelle-Zélande et aux Tonga, puis en Irlande (1888) et, par les religieuses irlandaises, à l'Afrique, puis aux États-Unis (1893).
Les constitutions sont définitivement approuvées par le Saint-Siège le 13 mai 1886.

## Activités et diffusion
Les sœurs se dévouent auprès des personnes malades, souffrantes ou mourantes. 
Elles sont présentes en: 
- Europe : Irlande, Italie, Royaume-Uni.
- Amérique : États-Unis.
- Asie : Corée du Sud, Philippines.
- Océanie : Australie, Nouvelle-Zélande, Tonga.

La maison-mère est à Londres.
En 2017, la congrégation comptait 243 sœurs dans 108 maisons.